# Diorocetus
Il dioroceto (gen. Diorocetus) è un cetaceo estinto, vissuto tra il Miocene inferiore e il Miocene medio (16 – 12 milioni di anni fa). I suoi resti fossili sono stati ritrovati in Nordamerica (Maryland, Virginia) e in Asia (Giappone).

## Descrizione
Questo animale doveva essere molto simile alle attuali balenottere, ma era di dimensioni nettamente inferiori: si stima che un esemplare adulto raggiungesse a malapena i 6 metri di lunghezza. Anche alcune caratteristiche anatomiche erano differenti: il cranio, ad esempio, era più slanciato e stretto.

## Classificazione
Diorocetus è stato descritto per la prima volta nel 1968 da Kellogg, sulla base di resti fossili ritrovati in Maryland, nella zona di Parker Creek, in terreni del Miocene medio (Serravalliano). La specie tipo è Diorocetus hiatus; più recentemente sono stati ritrovati altri resti di questa specie anche in Virginia. Altre specie attribuite a questo genere sono state ritrovate in Giappone: D. chichibuensis (anch'essa del Miocene medio) dalla formazione Nagura, e D. shobarensis della fine del Miocene inferiore (Burdigaliano), nella formazione Korematsu.
Diorocetus è stato originariamente attribuito ai cetoteriidi, un gruppo di misticeti primitivi di piccole dimensioni, un tempo considerati gli antenati di ogni balena successiva. Revisioni tassonomice operate in seguito hanno permesso di stabilire che Diorocetus apparteneva a una famiglia a sé stante, più strettamente imparentata con le balenottere (Steeman, 2007). 

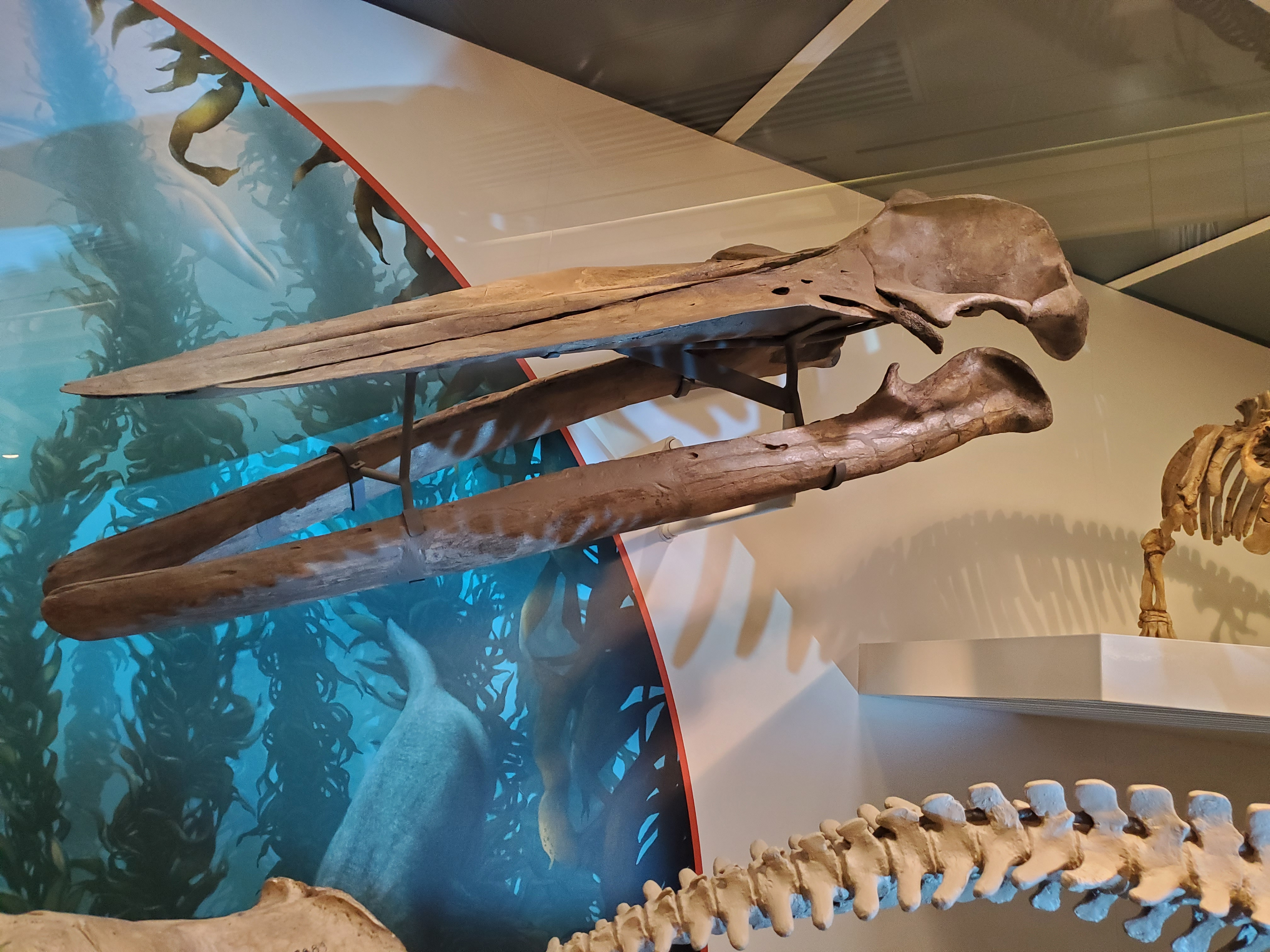
Cranio di Diorocetus hiatus

## Paleoecologia
Si suppone che Diorocetus non fosse in grado di nutrirsi come le attuali balenottere, ovvero tramite la tecnica nota come ram feeding (avanzare nell'acqua inghiottendone moltissima e filtrandola per intrappolare piccoli animali) a causa di alcune caratteristiche anatomiche ancora primitive. Uno studio (Beatty e Dooley, 2009) ipotizza che Diorocetus si nutrisse presso il fondale marino.